# Villa Dr.-Schmincke-Allee 13 (Radebeul)
Die Villa Dr.-Schmincke-Allee 13 liegt im Stadtteil Serkowitz der sächsischen Stadt Radebeul. Sie wurde 1892/93 durch die ortsansässigen Baumeister Gebrüder Ziller in der von ihnen selbst auch erschlossenen Straße errichtet.

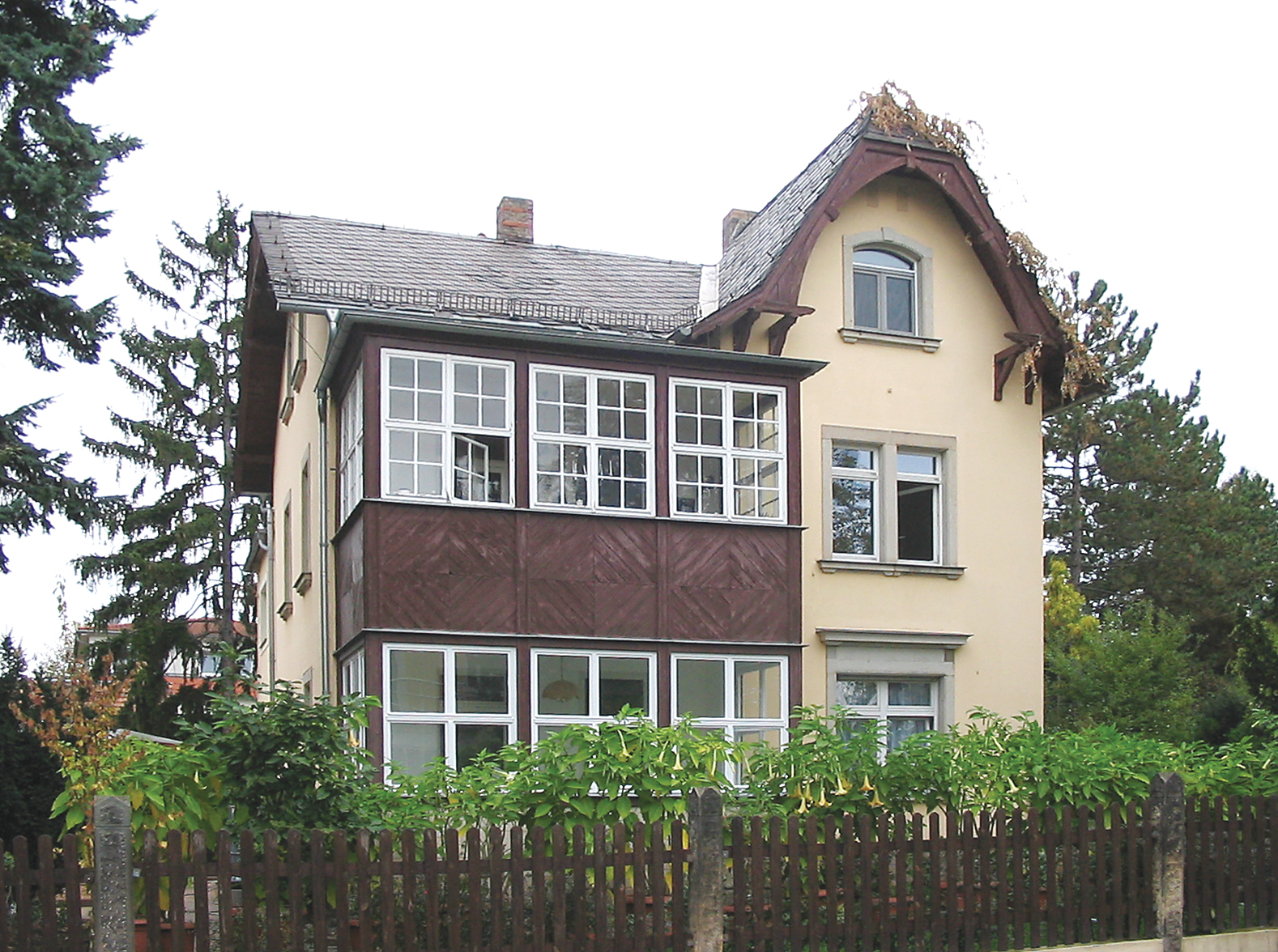
Villa Dr.-Schmincke-Allee 13

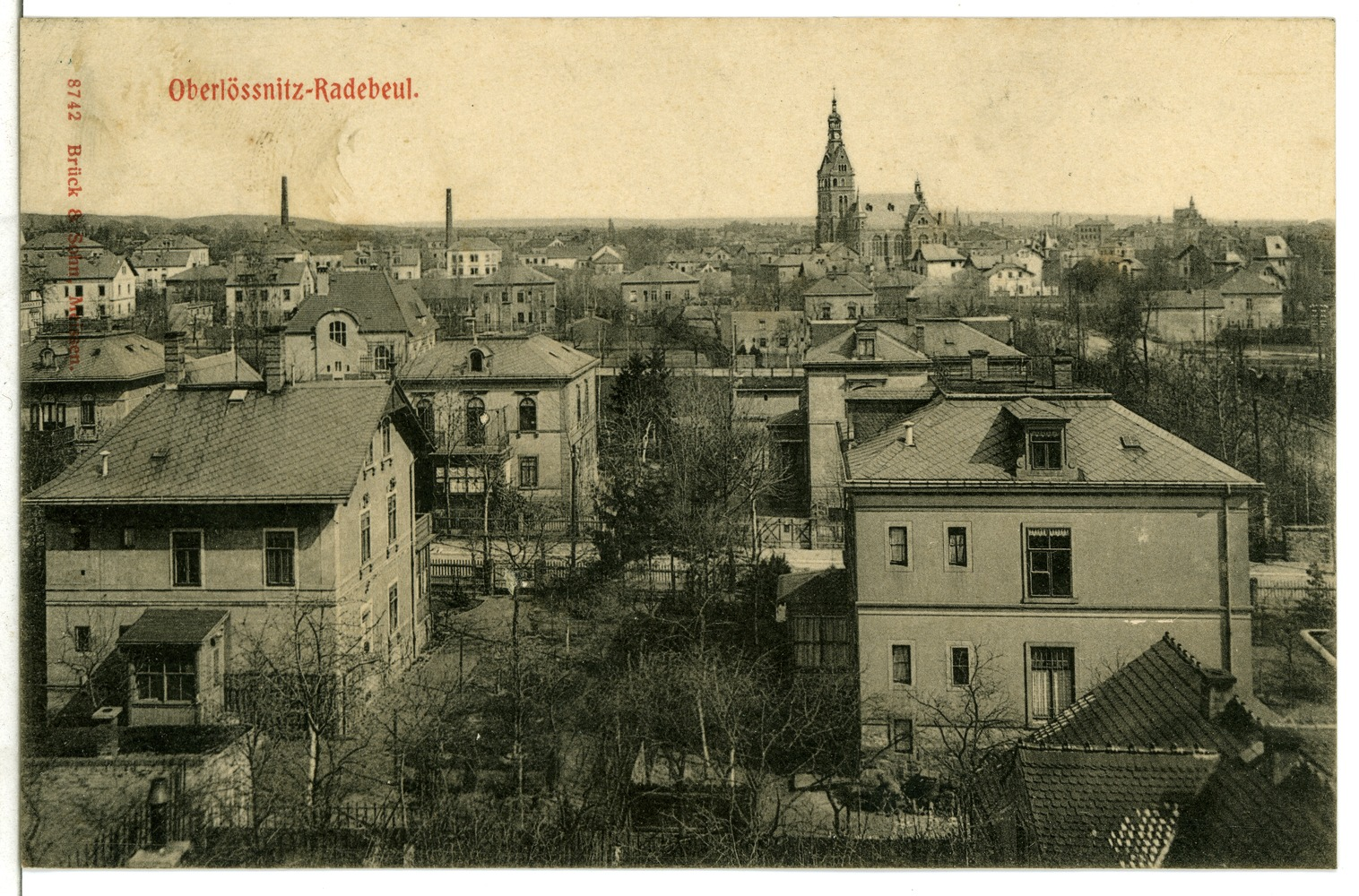
Dr.-Schmincke-Allee 13 (links, von der Rückseite), 1907. Rechts die Villa Emma (Nr. 11), gegenüber (Nr. 10); im Hintergrund steht die Lutherkirche

## Beschreibung
Die zweigeschossige, zusammen mit ihrer Einfriedung unter Denkmalschutz stehende Villa steht traufständig zur Straße. Der Putzbau wird durch Sandsteingewände gegliedert, obenauf befindet sich ein schiefergedecktes Satteldach.
In der Straßenansicht steht rechts ein Seitenrisalit mit einem Krüppelwalm über einem Gesprengegiebel. Links vor der Rücklage steht eine zweigeschossige Holzveranda, die 1930 nachträglich durch den Baumeister Oswald Vetters angebaut wurde.
Die Einfriedung ist ein Staketenzaun zwischen Sandsteinpfosten über einem Ziegelsockel.